# Bathymicrops belyaninae
Bathymicrops belyaninae – gatunek ryby z rzędu skrzelokształtnych i z rodziny Ipnopidae występująca w Środkowo-zachodniej części Oceanu Spokojnego.